# Хроника Длугоша
Хроника Длугоша, или «Анналы, или хроники великих королей Польши» (лат. Annales seu cronicae incliti Regni Poloniae) — трактат по истории Польши и окрестных земель (в том числе Руси) в 12 томах, написанный польским историком Яном Длугошем по образцу «Истории Рима» Тита Ливия. Помимо исторических, хроника содержит ценные для своего времени сведения по географии и этнографии Польши. Трактат написан с позиций сарматизма.

## Создание и публикации
Работу над своей «Хроникой» Ян Длугош вёл с перерывами в 1455—1480 годах, начав её, вероятно, по инициативе своего покойного покровителя кардинала Збигнева Олесницкого. Первая редакция хроники написана была в 1458—1461 годах, и в дальнейшем она неоднократно редактировалась и дополнялась автором.
Впервые фундаментальный труд Длугоша был напечатан в 1614 году в сокращении, и лишь в 1711—1712 году вышло полное его издание в двух томах. Наиболее авторитетной признаётся четырнадцатитомная комментированная публикация, выпущенная в 1863—1887 годах в Кракове Александром Пршездецким и Каролем Мехержинским (лат. Joannis Dlugosz Senioris Canonici Cracoviensis Opera Omnia).

## Содержание
Свой рассказ Длугош начинает с грехопадения Адама, Всемирного потопа и строительства Вавилонской башни, которую он, однако, помещает на границе Египта и Нубии. После Вавилонского столпотворения человечество разделилось на 72 языка, из которых 22 были потомками Сима, 33 — Хама и 17 — Яфета. Сыновьям последнего в удел досталась Европа. Длугош помещает Европу между Сарматским и Тирренским морем (в значении Средиземного моря), к западу от Танаиса, берущего начало в Рифейских горах.
Длугош повторяет библейскую историю о семи сыновьях Яфета, от которых произошли как древние (готы от Магога, сарматы от Аскеназа), так и ныне живущие народы: греки от Явана и испанцы от Фувала. Однако потомки Яфета не сразу перебрались в Европу. Первым был Алан, у которого было три сына — Исикион (прародитель римлян), Арменон (прародитель готов), Негнон (прародитель славян и поляков). Первой прародиной славян стала Паннония, из которой впоследствии вышли братья Чех и Лех. Длугош сообщает, что до прихода Леха территория Польши (земля между Русью и Саксонией к северу от Венгрии) была необитаема. Сарматизм Длугоша носил географический характер, поскольку Польша располагалась между Сарматским морем и Сарматскими горами. Первой столицей Польши стало основанное Лехом Гнезно. После пресечения династии лехитов польским королём стал Гракх — основатель Кракова.
Хроника описывает семь главных польских рек: Висла, Одра, Варта, Днестр, Буг, Неман, Днепр. Непосредственно пограничной с Германией рекой Длугош называет Лабу.
Внуком Леха был Рус, который освоил необитаемые лесные чащи к востоку от Польши. Самым первым «историческим» русом Длугош называет Одоакра. Далее Кий, Щек и Хорив основали Киев. Их последними потомками были Аскольд и Дир. Однако русские тяготились своими князьями и призвали себе Рюрика.
Среди этнических групп поляков Длугош называет древян, травян, кашубов, поморян и сербов.
Хроника является единственным источником сведений о польских богах. В ней перечислено несколько теофорных имён, сопровождаемых соответствиями в римской мифологии: Yesza — Юпитер, Lyada — Марс, Dzydzilelya — Венера, Nya — Плутон, Dzewana — Диана, Marzyana — Церера, Pogoda — соразмерность, в частности временная (Temperies), Zywye — Жизнь (Vita).

## Достоверность
Сведения Длугоша, особенно касающиеся иностранных государств, требуют тщательной проверки данными независимых источников. Как историк, он находился ещё на переходной ступени от традиционного для средневековых летописцев изложения известных фактов к научному анализу последних, будучи далёк как от беспристрастия хронистов прошлого, так и от какого-либо научного критицизма. Создавая свой грандиозный труд, он придерживался не столько исторической истины, сколько определённых политических идей, в первую очередь идей национальной независимости и самостоятельности Католической церкви и даже верховенства её над государством. Соответственно, история Польши рассматривается у него как последовательное изложение примеров служения светской власти власти церковной.
Исходя из господствовавших в польской средневековой историографии полоноцентричных концепций, он создал картину доминирования Польши в отношениях с древнерусскими княжествами, тенденциозно подбирая из доступных ему источников необходимые факты, сочетая их порой с авторским вымыслом, а порой и просто удваивая. Изображая русских князей как правителей слабых и зависимых, он стремился подчеркнуть их неспособность к управлению государством, всячески оправдывая польскую экспансию на Русь. Само происхождение Древнерусского государства он пытался связать с Польшей через племя полян, подчёркивая важность внешнеполитической миссии своей страны на востоке Европы. Несмотря на упоминания им свержения Иваном III ордынского ига, образование Русского централизованного государства во главе с Московским княжеством в его время ещё не завершилось. Встречающаяся у него критика в адрес восточного христианства объяснялась непризнанием со стороны большинства его высших иерархов решений Ферраро-Флорентийского собора.
Впервые не только в польской, но и в латинской средневековой историографии, используя, возможно, записанные данные народного фольклора, Длугош предпринял попытку реконструкции дохристианских верований славян и систематизации их языческого пантеона. При этом, в соответствии с представлениями европейского ренессансного гуманизма своего времени, он трактовал западнославянскую религию не в качестве самостоятельного историко-культурного явления, а как «локальное отклонение» от античной модели, безосновательно наделяя мифологию славян развитым культом и классической системой божеств, соответствовавших римским. Александр Брюкнер указал, что многое в списке Длугоша является творением хрониста и не имеет корней в древней славянской мифологии. Так, имена Lyada и Dzydzilelya восходят к песенным рефренам, другие имена принадлежат персонажам низших мифологических уровней, третьи созданы стремлением найти соответствие римскому божеству. Однако несмотря на многие неточности и вымысел, предполагается, что список Длугоша всё же отражает славянскую мифологию. Это относится к именам Nya (когнат русского навь, «смерть»), Dzewana (ср. польск. dziewa, «дева», «девственница») и особенно Marzyana, мифологическим персонажам, выступавшим в сезонных обрядах. Именам Pogoda и Zywye не приведены римские мифологические соответствия. Ряд этих персонажей имеет соответствия за пределами польской традиции.

## Издания
- Грюнвальдская битва. — М.: Изд-во АН СССР, 1962. — (Литературные памятники). Переиздание: СПб.: Наука, 2007.
- Щавелева Н. И. Древняя Русь в «Польской истории» Яна Длугоша (книги I—VI). Текст, перевод, комментарий / Под ред. и с дополн. А. В. Назаренко. — М.: Памятники исторической мысли, 2004. — 496 с. — (Древнейшие источники по истории Восточной Европы).